# 2652 Yabuuti
2652 Yabuuti eller 1953 GM är en asteroid i huvudbältet som upptäcktes den 7 april 1953 av den tyske astronomen Karl Wilhelm Reinmuth i Heidelberg. Den har fått sitt namn efter den japanske astronomen Kiyosi Yabuuti.
Asteroiden har en diameter på ungefär 7 kilometer.